# Pedro Jorge Romero
Pedro Jorge Romero (Lanzarote, Canarias, España, 1967) es un traductor y escritor de ciencia ficción español. Pedro Jorge Romero ha traducido al español numerosas obras de ciencia ficción, es quizás las más populares sus traducciones de Neal Stephenson.

## Como escritor
En su faceta de autor ha publicado varias obras; entre ellas, El otoño de las estrellas (2001), junto a Miquel Barceló.
También ha publicado en Internet dos breves cuentos de ciencia ficción Lo que un hombre debe hacer, y El día que hicimos la transición con Ricard de la Casa.

## Como traductor y editor
Creó y administró El archivo de Nessus, un sitio hispano de referencia sobre la ciencia ficción y fantasía, que ganó en el año 2000 el premio Ignotus a la mejor producción audiovisual, pero antes de crear ese sitio ya fue uno de los padres y editores de otra referencia de la ciencia ficción, el fanzine BEM, que anunció su cierre en el 2000, tras 10 años y 75 números de publicar artículos, escritos y noticias sobre la ciencia ficción en España.
Entre sus traducciones más conocidas se encuentra Criptonomicón, de Neal Stephenson. Además, también es un activo bloguero y fue uno de los ganadores de los premios 2005 del diario 20 minutos.

## Libros traducidos
- (1996) Las naves del tiempo de Stephen Baxter
- (1997) Tau cero de Poul Anderson
- (1997) La era del diamante de Neal Stephenson
- (1997) El experimento terminal de Robert J. Sawyer
- (1998) Río lento de Nicola Griffith
- (1998) El fuego sagrado de Bruce Sterling
- (1998) Ciudad permutación de Greg Egan
- (1998) Antihielo de Stephen Baxter
- (1999) La luna y el sol de Vonda N. McIntyre
- (2000) La patrulla del tiempo de Poul Anderson
- (2000) Cosmo de Gregory Benford
- (2001) Las estrellas son de fuego de Poul Anderson
- (2001) La radio de Darwin de Greg Bear
- (2002) Un abismo en el cielo de Vernor Vinge
- (2002) El cálculo de Dios de Robert J. Sawyer
- (2002) Criptonomicón I de Neal Stephenson
- (2002) Criptonomicón II de Neal Stephenson
- (2002) Criptonomicón III de Neal Stephenson
- (2003) Vitales de Greg Bear
- (2003) Cronopaisajes de VV. AA.
- (2003) Crisis psicohistórica de Donald Kingsbury
- (2004) Los niños de Darwin de Greg Bear
- (2004) Azogue I de Neal Stephenson
- (2004) Azogue II de Neal Stephenson
- (2004) Azogue III de Neal Stephenson
- (2005) La confusión I de Neal Stephenson
- (2005) La confusión II de Neal Stephenson
- (2005) El naufragio de "El río de las estrellas" de Michael Flynn
- (2005) Berserkers: el inicio de Fred Saberhagen
- (2006) El sistema del mundo I de Neal Stephenson
- (2006) El sistema del mundo II de Neal Stephenson
- (2006) El sistema del mundo III de Neal Stephenson
- (2006) Camuflaje de Joe Haldeman
- (2006) Infiltrado de Connie Willis
- (2006) El hacker y las hormigas. Version 2.0 de Rudy Rucker
- (2006) Axiomático de Greg Egan
- (2006) El amor en tiempos de los dinosaurios de John Kessel
- (2007) El caso Jane Eyre de Jasper Fforde
- (2007) Interfaz de Neal Stephenson y J. Frederick George
- (2007) China Montaña Zhang de Maureen F. McHugh
- (2007) Obras maestras de Orson Scott Card
- (2007) Un montón de juegos de Sid Sackson
- (2007) Perdida en un buen libro de Jasper Fforde
- (2008) Viejo siglo XX de Joe Haldeman
- (2008) El pozo de las tramas perdidas de Jasper Fforde
- (2008) Al final del arco iris de Vernor Vinge
- (2008) La telaraña de Neal Stephenson y J. Frederick George
- (2008) Lo mejor de Connie Willis I de Connie Willis
- (2009) Diáspora de Greg Egan
- (2009) Anatema de Neal Stephenson
- (2010) Algo huele a podrido de Jasper Fforde
- (2010) La ciudad al final del tiempo de Greg Bear
- (2010) Ender en el exilio de Orson Scott Card